# Ferreiros de Avões
Ferreiros de Avões ist eine Gemeinde (Freguesia) im portugiesischen Kreis Lamego. In ihr leben 426 Einwohner (Stand 19. April 2021).

## Geschichte
Am 4. April 2017 ereignete sich in der Feuerwerksfabrik Pirotecnia Egas Sequeira in Ferreiros de Avões eine Explosion, bei der acht Menschen ums Leben kamen.